# Campionati europei di nuoto 1989
La XIXª edizione dei campionati europei di nuoto si è tenuta a Bonn, la capitale dell'allora Germania Occidentale, dal 12 al 20 agosto 1989.
Viene incrementato per la prima volta il programma dei Tuffi, con l'introduzione delle gare del trampolino da 1 metro.

Alla sua ultima apparizione continentale e per l'ottava volta consecutiva, la Germania Est, che di lì a poco sarebbe scomparsa per via della riunificazione tedesca, ha dominato la manifestazione chiudendo al primo posto del medagliere.

## Medagliere
| Posizione | Paese            |    |    |    | Totale |
| --------- | ---------------- | -- | -- | -- | ------ |
| 1         | Germania Est     | 16 | 11 | 11 | 38     |
| 2         | Unione Sovietica | 6  | 11 | 6  | 23     |
| 3         | Francia          | 4  | 4  | 1  | 9      |
| 4         | Italia           | 4  | 1  | 6  | 11     |
| 5         | Ungheria         | 3  | 4  | 1  | 8      |
| 6         | Germania Ovest   | 3  | 3  | 2  | 8      |
| 7         | Paesi Bassi      | 2  | 4  | 3  | 9      |
| 8         | Polonia          | 2  | 2  | 2  | 6      |
| 9         | Gran Bretagna    | 2  | 0  | 1  | 3      |
| 10        | Spagna           | 1  | 0  | 0  | 1      |
| 11        | Jugoslavia       | 0  | 1  | 1  | 2      |
| 12        | Belgio           | 0  | 1  | 0  | 1      |
| 12        | Irlanda          | 0  | 1  | 0  | 1      |
| 14        | Svizzera         | 0  | 0  | 3  | 3      |
| 15        | Danimarca        | 0  | 0  | 2  | 2      |
| 15        | Svezia           | 0  | 0  | 2  | 2      |
| 17        | Cecoslovacchia   | 0  | 0  | 1  | 1      |
| 17        | Norvegia         | 0  | 0  | 1  | 1      |
| Totale    | Totale           | 43 | 43 | 43 | 129    |

## Nuoto

### Uomini
| Evento               | Oro                                                                              | Perform.   | Argento                                                                  | Perform. | Bronzo                                                                    | Perform. |
| Stile libero         |                                                                                  |            |                                                                          |          |                                                                           |          |
| 50 m                 | Vladimir Tkačenko                                                                | 22"64      | Massimiliano Aiolo                                                       | 22"67    | Nils Rudolph                                                              | 22"76    |
| 100 m                | Giorgio Lamberti                                                                 | 49"24      | Jurij Bashkatov                                                          | 50"13    | Massimiliano Aiolo                                                        | 50"15    |
| 200 m                | Giorgio Lamberti                                                                 | 1'46"69 WR | Artur Wojdat                                                             | 1'47"96  | Anders Holmertz                                                           | 1'48"06  |
| 400 m                | Artur Wojdat                                                                     | 3'47"78    | Stefan Pfeiffer                                                          | 3'46"68  | Mariusz Podkoscielny                                                      | 3'49"29  |
| 1500 m               | Jörg Hoffmann                                                                    | 15'01"52   | Stefan Pfeiffer                                                          | 15'01"93 | Mariusz Podkoscielny                                                      | 15'19"29 |
| Dorso                |                                                                                  |            |                                                                          |          |                                                                           |          |
| 100 m                | Martín López-Zubero                                                              | 56"44      | Sergej Zabolotnov                                                        | 56"45    | Dirk Richter                                                              | 56"52    |
| 200 m                | Stefano Battistelli                                                              | 1'59"96    | Vladimir Sel'kov                                                         | 2'00"02  | Tino Weber                                                                | 2'00"54  |
| Rana                 |                                                                                  |            |                                                                          |          |                                                                           |          |
| 100 m                | Adrian Moorhouse                                                                 | 1'01"71    | Dmitrij Volkov                                                           | 1'01"94  | Nick Gillingham                                                           | 1'02"12  |
| 200 m                | Nick Gillingham                                                                  | 2'12"90    | Gary O'Toole                                                             | 2'15"73  | József Szabó                                                              | 2'16"05  |
| Delfino              |                                                                                  |            |                                                                          |          |                                                                           |          |
| 100 m                | Rafał Szukała                                                                    | 54"47      | Massimiliano Aiolo                                                       | 54"50    | Martin Herrmann                                                           | 54"54    |
| 200 m                | Tamás Darnyi                                                                     | 1'58"87    | Rafał Szukała                                                            | 2'00"62  | Matjaž Koželj                                                             | 2'00"73  |
| Misti                |                                                                                  |            |                                                                          |          |                                                                           |          |
| 200 m                | Tamás Darnyi                                                                     | 2'01"03    | Raik Hannemann                                                           | 2'03"07  | Josef Hladký                                                              | 2'03"21  |
| 400 m                | Tamás Darnyi                                                                     | 4'15"25    | Patrick Kühl                                                             | 4'16"08  | Stefano Battistelli                                                       | 4'19"13  |
| Staffette            |                                                                                  |            |                                                                          |          |                                                                           |          |
| 4x100 m stile libero | Germania Ovest Peter Sitt André Schadt Björn Zikarsky Bengt Zikarsky             | 3'19"68    | Francia Stéphan Caron Christophe Kalfayan Laurent Neuville Bruno Gutzeit | 3'19"73  | Svezia Tommy Werner Anders Holmertz Håkan Karlsson Joakim Holmqvist       | 3'19"73  |
| 4x200 m stile libero | Italia Massimo Trevisan Roberto Gleria Giorgio Lamberti Stefano Battistelli      | 7'15"39    | Germania Ovest Peter Sitt Martin Herrmann Erik Hochstein Stefan Pfeiffer | 7'17"38  | Germania Est Uwe Daßler Andre Matzk Thomas Flemming Steffen Zesner        | 7'17"79  |
| 4x100 m misti        | Unione Sovietica Sergej Zabolotnov Dmitrij Volkov Vadim Jaroščuk Yuriy Bachkatov | 3'41"44    | Francia Franck Schott Cédric Penicaud Bruno Gutzeit Stéphan Caron        | 3'43"09  | Italia Stefano Battistelli Gianni Minervini Marco Braida Giorgio Lamberti | 3'43"14  |

### Donne
| Evento               | Oro                                                                          | Perform. | Argento                                                                         | Perform. | Bronzo                                                                              | Perform. |
| Stile libero         |                                                                              |          |                                                                                 |          |                                                                                     |          |
| 50 m                 | Catherine Plewinski                                                          | 25"63    | Daniela Hunger                                                                  | 25"64    | Katrin Meißner                                                                      | 25"87    |
| 100 m                | Katrin Meißner                                                               | 55"38    | Manuela Stellmach                                                               | 55"40    | Marianne Muis                                                                       | 55"61    |
| 200 m                | Manuela Stellmach                                                            | 1'58"93  | Marianne Muis                                                                   | 1'59"96  | Mette Jacobsen                                                                      | 2'00"35  |
| 400 m                | Anke Möhring                                                                 | 4'05"84  | Heike Friedrich                                                                 | 4'10"14  | Manuela Melchiorri                                                                  | 4'10"39  |
| 800 m                | Anke Möhring                                                                 | 8'23"99  | Astrid Strauß                                                                   | 8'28"24  | Irene Dalby                                                                         | 8'28"59  |
| Dorso                |                                                                              |          |                                                                                 |          |                                                                                     |          |
| 100 m                | Kristin Otto                                                                 | 1'01"86  | Krisztina Egerszegi                                                             | 1'02"44  | Anja Eichhorst                                                                      | 1'03"10  |
| 200 m                | Dagmar Hase                                                                  | 2'12"46  | Krisztina Egerszegi                                                             | 2'12"61  | Kristin Otto                                                                        | 2'14"29  |
| Rana                 |                                                                              |          |                                                                                 |          |                                                                                     |          |
| 100 m                | Susanne Börnike                                                              | 1'09"55  | Tania Dangalakova                                                               | 1'09"65  | Manuela Dalla Valle                                                                 | 1'10"39  |
| 200 m                | Susanne Börnike                                                              | 2'27"77  | Brigitte Becue                                                                  | 2'29"94  | Elena Volkova                                                                       | 2'29"95  |
| Delfino              |                                                                              |          |                                                                                 |          |                                                                                     |          |
| 100 m                | Catherine Plewinski                                                          | 59"08    | Jacqueline Jakob                                                                | 1'00"42  | Kathleen Nord                                                                       | 1'00"81  |
| 200 m                | Kathleen Nord                                                                | 2'00"33  | Jacqueline Jakob                                                                | 2'10"94  | Mette Jacobsen                                                                      | 2'12"63  |
| Misti                |                                                                              |          |                                                                                 |          |                                                                                     |          |
| 200 m                | Daniela Hunger                                                               | 2'13"26  | Marianne Muis                                                                   | 2'15"85  | Mildred Muis                                                                        | 2'17"23  |
| 400 m                | Daniela Hunger                                                               | 4'41"82  | Krisztina Egerszegi                                                             | 4'44"75  | Grit Müller                                                                         | 4'46"06  |
| Staffette            |                                                                              |          |                                                                                 |          |                                                                                     |          |
| 4x100 m stile libero | Germania Est Katrin Meißner Manuela Stellmach Daniela Hunger Heike Friedrich | 3'42"46  | Paesi Bassi Diana van der Plaats Marieke Mastenbroek Mildred Muis Marianne Muis | 3'43"66  | Germania Ovest Katja Zillox Susanne Bosserhoff Marion Aizpors Birgit Lohberg-Schulz | 3'46"15  |
| 4x200 m stile libero | Germania Est Anke Möhring Manuela Stellmach Daniela Hunger Heike Friedrich   | 7'58"54  | Paesi Bassi Diana van der Plaats Kirsten Silvester Mildred Muis Marianne Muis   | 8'08"00  | Italia Tanya Vannini Orietta Patron Silvia Persi Manuela Melchiorri                 | 8'10"49  |
| 4x100 m misti        | Germania Est Kristin Otto Susanne Börnike Katrin Meißner Jacqueline Jacob    | 4'07"40  | Italia Lorenza Vigarani Manuela Dalla Valle Manuela Carosi Silvia Persi         | 4'10"78  | Paesi Bassi Ellen Elzerman Kira Bulten Judith Anema Marianne Muis                   | 4'11"53  |

## Tuffi

### Uomini
| Evento          | Oro               | Perform. | Argento              | Perform. | Bronzo               | Perform. |
| Trampolino 1m   | Edwin Jongejans   | 394.08   | Valeriy Statsenko    | 378.24   | Aleksandr Gladchenko | 363.24   |
| Trampolino 3m   | Albin Killat      | 672.75   | Aleksandr Gladchenko | 666.42   | Jan Hempel           | 663.84   |
| Piattaforma 10m | Giorgi Chogovadze | 639.69   | Jan Hempel           | 578.43   | Vladimir Timošinin   | 572.40   |

### Donne
| Evento          | Oro            | Perform. | Argento      | Perform. | Bronzo              | Perform. |
| Trampolino 1m   | Irina Laško    | 278.46   | Brita Baldus | 267.24   | Marina Babkova      | 216.00   |
| Trampolino 3m   | Marina Babkova | 514.23   | Brita Baldus | 510.72   | Svetlana Alekseyeva | 486.09   |
| Piattaforma 10m | Ute Wetzig     | 403.35   | Inga Afonina | 400.83   | Jana Eichler        | 395.55   |

## Nuoto sincronizzato
| Evento  | Oro                                         | Perform. | Argento                                               | Perform. | Bronzo                           | Perform. |
| Solo    | Khristina Falasinidi                        | 184.560  | Karine Schuler                                        | 182.870  | Karin Singer                     | 181.830  |
| Duo     | Francia Marianne Aeschbacher Karine Schuler | 182.502  | Unione Sovietica Marina Cheryayeva Yelena Frocheskaya | 179.970  | Svizzera Edith Boss Karin Singer | 179.652  |
| Squadra | Francia                                     | 180.365  | Unione Sovietica                                      | 179.945  | Svizzera                         | 174.080  |

## Pallanuoto
| Evento                  | Oro            | Argento    | Bronzo  |
| T. Maschile (Dettagli)  | Germania Ovest | Jugoslavia | Italia  |
| T. Femminile (Dettagli) | Paesi Bassi    | Ungheria   | Francia |

## Fonti
- (EN) Gbrathletics.com.